# Gôh
Gôh ist eine Verwaltungsregion der Elfenbeinküste im Distrikt Gôh-Djiboua mit der Hauptstadt Gagnoa. Sie wurde 2011 gegründet.
Laut Zensus 2014 leben in der Region 876.117 Menschen.
Die Region ist in die Départements Gagnoa und Oumé eingeteilt.